# Jane Weir
Jane Weir, o Jean Weir, germana gran del Major Thomas Weir, que va ser acusada d'incest i bruixeria el 1670 i posteriorment va ser executada.
Thomas Weir era un estricte protestant, els seus discursos li van valer una reputació que va atreure visitants a la seva llar a Edimburg. Després de la seva jubilació el 1670, Weir va caure malalt i va començar a confessar una vida secreta de delictes i vici. El Lord Provost inicialment va trobar la confessió implacable i no va prendre cap acció, però eventualment Weir i la seva germana-esposa, Jane Weir, van ser portats a l'edifici Tolbooth d'Edimburg per interrogatoris. El Major Weir, amb setanta anys, va continuar expandint-se sobre la seva confessió i Jane Weir va donar una història encara més exagerada de bruixeria.
El procés va començar el 9 d'abril de 1670. Jane Weir va confessar que la seva mare havia estat una bruixa i havia ensenyat als seus fills. També va revelar que Thomas portava la marca de la Bèstia en el seu cos i que sovint vagaven pel camp.
Weir va néixer prop Carluke a Lanarkshire, Escòcia.